# Antoni Samarra i Tugues
Antoni Samarra i Tugues (Ponts, 31 de març de 1886 - Castell de Burriac, Cabrera de Mar, 4 de desembre de 1914) fou un polifacètic artista català.

## Biografia
Nascut a Ponts, l'any 1901 marxà a Barcelona on va alternar els seus treballs professionals de picapedrer en algunes obres emblemàtiques del modernisme arquitectònic català amb una sentida vocació artística expressada a través d'una obra que connectava amb les posicions més avançades de la seva època. El 1905 entrà a formar part de l'associació Agrupació Artística i es vinculà estretament amb el grup anomenat Negres i Carboners, artistes que empraven el carbó per a les seves composicions. Després d'assistir a les classes nocturnes de l'Ateneu Obrer, el 1908 exposà a la Sala Parés de Barcelona i presentà la seva obra a Lleida el 1909 de la mà del grup Heptantropos. Va participar en l'Exposició General d'Art de 1912 a Lleida i la seva obra va causar un fort impacte en els ambients artístics lleidatans. L'originalitat del seu treball es fonamentava en el singular efecte impactant dels olis, de pinzellada lliure i empastaments gruixuts i una gran audàcia en l'ús del color.

## Obra
Creador autodidacta i treballador infatigable, la seva obra abasta el dibuix, l'escultura, la literatura i la pintura. En aquest darrer camp –i sobretot a partir de la concepció del paisatge, la seva temàtica preferida– és on es fa més evident el destacat esperit renovador d'aquest creador. Lamentablement, la seva prematura mort –se suïcida a l'edat de 28 anys– ens impedeix assistir al desenvolupament global de la que, sens dubte, havia de ser una de les trajectòries artístiques més interessants de la història de l'art lleidatà i de la pintura catalana modernista.
En l'aspecte literari practicà el gènere poètic, escrigué articles d'art en publicacions periòdiques i fou autor, almenys, d'una obra teatral titulada Un punt lluminós.
La faceta de dibuixant és també important, malgrat el desconeixement que hi ha d'aquest vessant artístic de Samarra, pel fet que se n'han conservat poques mostres. Però en totes elles s'observa l'evolució del traç, vacil·lant primer, i segur i ple de gràcia després. En aquesta progressió hi col·laboraren les ensenyances de Nicanor Vázquez i Antoni Gelabert, professors de l'Ateneu Obrer de Barcelona i, segurament, també els bons consells d'en Manuel Ainaud. En la seva producció, destaquen sobretot els apunts dels llocs més diversos de Barcelona, Ponts, Andorra i Canet de Mar. Són freqüents els retrats costumistes de l'època: dels treballadors del port, en el teatre, a la sortida d'una fàbrica, en el cafè, etc.
Però l'artista ponentí és conegut, fonamentalment, per l'aspecte pictòric, en el qual sobresortí per damunt de tots els altres. Raimon Casellas, un dels principals crítics del moment, digué de l'artista:
| «                 | En Samarra es revela un artista nou, d'una força formidable, que ha conquerit el Sol i l'Aire i que portarà amb la conquesta d'aquests elements la renovació de la pintura en la interpretació del paisatge. | » |
| — Raimon Casellas | |   |

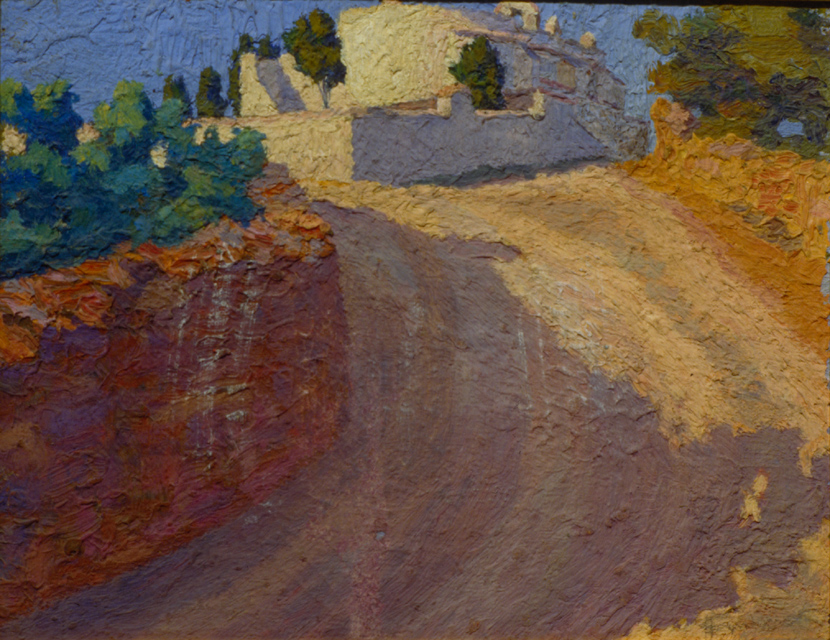
Paisatge (1912)

Les especials característiques de la seva obra fan que ens trobem enfront d'un inclassificable, perquè si, per una banda, podem enclavar-lo dins el postmodernisme, també podem dir que en l'obra del pontsicà hi ha aspectes netament fauves. L'originalitat es fonamenta en el singular efecte impactant dels seus olis, en la força que es desprèn d'aquelles pinzellades efectuades d'una manera particularíssima; emmotlla la superfície de les teles com si estigués fent un relleu, imprimeix una llum magnífica i un colorit superb. L'audàcia del seu pinzell i el sentiment i passió que hi posa fan que aconsegueixi un empastament gruixut, replet de matisos, que dota els seus quadres d'un volum sorprenent.
En el món de l'art no és freqüent trobar personatges que tinguin el do del desdoblament en diverses facetes; són aquells que anomenem polifacètics. Samarra ho fou per la forta necessitat d'expressar tot el que portava dins, que era molt i divers. I com deia Josep Pous i Pagès:
| «              | Un home, en tota la superba magnitud d'aquesta paraula, amb l'energia del lluitador, la perseverança i l'entusiasme d'un esperit jove i sincer i la vidència d'un ideal superior, que ha esdevingut l'artista més complet de les terres de Ponent. | » |
| — Pous i Pagès | |   |

## Exposicions destacades
(selecció)

### Individuals
1906 (juny) — Agrupació Artística de Barcelona

1908 (juliol) — Sala Parés, Barcelona

1909 (març) — Saló Verd de la Paeria, Lleida

1912 (abril) — Foment Catalanista, Canet de Mar

### Col·lectives
1908 (febrer) — Ateneu Obrer, Barcelona

1912 (maig) — Exposició d'Artistes Lleidatans, la Paeria, Lleida

1913 (febrer) — Ateneu Obrer, Barcelona

### Pòstumes
1928 (juny-juliol) — Museu Morera, Lleida

1935 (setembre-octubre, col·lectiva) — Sala Gaspar, Barcelona

1969 (setembre-octubre) — Sala d'actes de l'Ajuntament de Ponts

1976 (setembre, col·lectiva) — Un siglo de pintura leridana, Galeria Terra Ferma, Lleida

2001 (novembre 2000 - gener 2001, col·lectiva) — El segle de Cristòfol, Fundació La Caixa, Lleida

2003 (agost-setembre) — Galeria Gonzalo Oliván, Sitges

2004 — Museu Morera, Lleida (març-maig); Museu de Canet de Mar (maig-juny); Ajuntament de Ponts (juliol)